# A montenegrói labdarúgó-válogatott szövetségi kapitányainak listája
A montenegrói labdarúgó-válogatott szövetségi kapitányai
- Utolsó elszámolt mérkőzés: 2012. február 29.

| Kapitány           | Időszak   | Mérk. | Gy | D | V  | G+ | G- | Győzelem % |
| ------------------ | --------- | ----- | -- | - | -- | -- | -- | ---------- |
| Zoran Filipović    | 2007–2010 | 23    | 8  | 8 | 7  | 28 | 31 | 34,78%     |
| Zlatko Kranjčar    | 2010–2011 | 13    | 6  | 2 | 5  | 14 | 11 | 57,15%     |
| Branko Brnović     | 2011–2015 | 34    | 11 | 9 | 14 | 39 | 40 | 32,35%     |
| Ljubiša Tumbaković | 2016–     | 8     | 2  | 2 | 4  | 11 | 9  | 25,00%     |

## Fordítás
- Ez a szócikk részben vagy egészben az Montenegro national football team című angol Wikipédia-szócikk ezen változatának fordításán alapul.  Az eredeti cikk szerkesztőit annak laptörténete sorolja fel. Ez a jelzés csupán a megfogalmazás eredetét és a szerzői jogokat jelzi, nem szolgál a cikkben szereplő információk forrásmegjelöléseként.